# 961
Évszázadok: 9. század – 10. század – 11. század
Évtizedek: 910-es évek – 920-as évek – 930-as évek – 940-es évek – 950-es évek – 960-as évek – 970-es évek – 980-as évek – 990-es évek – 1000-es évek – 1010-es évek
Évek: 956 – 957 – 958 – 959 –  960 – 961 – 962 – 963 – 964 – 965 – 966

## Események

### Európa
- Fosztogató magyar sereg indul a Bizánci Birodalomba, de Trákiában León Phókasz és Marianosz Argürosz éjszaka meglepetésszerűen megtámadja őket és sokukat megölik vagy elfogják.
- Niképhorosz Phókasz kilenc hónapos ostrom után elfoglalja Khandaxot és Kréta egész szigete 136 év után ismét bizánci uralom alá kerül, megsemmisítve a Krétai Emirátust. Abd al-Aziz emírt Konstantinápolyba viszik, ahol II. Rómanosz császár rangjának megfelelően bánik vele és birtokot adományoz neki.
- I. Ottó német király májusban társuralkodóvá koronáztatja hat éves fiát, II. Ottót.
- Augusztusban I. Ottó a pápa kérésére nagy sereggel bevonul Itáliába. II. Berengár itáliai király, fiát, Adalbertet bízza meg a védekezéssel, de a nemes házak csak akkor hajlandóak fegyvert fogni, ha Berengár lemond fia javára. A király erre nem hajlandó, így Ottó gyakorlatilag ellenállás nélkül bevonul a fővárosba, Paviába; itt tölti a karácsonyt és Itália királyává nyilvánítja magát.
- Olga kijevi fejedelemasszony kérésére Ottó térítő papokat küld Kijevbe. Útközben a pogány szlávok lemészárolják a csapatot, a támadást csak Magdeburgi Adalbert éli túl.
- Norvégiában Véresfejszéjű Erik három fia meglepetésszerűen megtámadja és megöli Haakon királyt. A trónt a legidősebb fivér, Szürkeköpenyes Harald foglalja el, bár uralma csak Nyugat-Norvégiára terjed ki.
- 70 éves korában meghal III. Abd al-Rahmán córdobai kalifa. Utóda fia, II. al-Hakam.

### Ázsia
- III. Asot örmény király Ani városába helyezi át a székhelyét.
- I. Abd al-Malik számánida emír lovaspóló közben leesik a lováról és belehal sérüléseibe. A fővárost, Buharát a török zsoldosok (gulámok) kerítik hatalmukba, kifosztják a palotát és vezetőjük, Faik Hassza az emír öccsét, I. Manszurt ülteti a trónra.

### Afrika
- Egyiptomban meghal Únúdzsúr ibn al-Ihsíd emír. Utóda öccse, Ali ibn al-Ihsíd, de a tényleges hatalom továbbra is Abu l-Miszk Káfúr fekete eunuch kezében van.

## Születések
- január 15. – Szongdzsong, korjói király
- Wiltoni Szent Edit, Edgar angol király lánya
- II. Pietro Orseolo, velencei dózse
- III. Ramiro, leóni király
- Sigmundur Brestisson, feröeri viking vezér

## Halálozások
- szeptember 19. – Helené Lekapéné, bizánci császárné
- október 15. – III. Abd al-Rahmán, córdobai emír
- I. Abd al-Malik, számánida emír
- I. Haakon, norvég király
- II. Landulf, beneventói herceg
- Únúdzsúr ibn al-Ihsíd, egyiptomi emír

## Fordítás
- Ez a szócikk részben vagy egészben  a(z)   961 című angol Wikipédia-szócikk ezen változatának fordításán alapul.  Az eredeti cikk szerkesztőit annak laptörténete sorolja fel. Ez a jelzés csupán a megfogalmazás eredetét és a szerzői jogokat jelzi, nem szolgál a cikkben szereplő információk forrásmegjelöléseként.